# الهروب من السجن (الموسم 3)
بدأ بث الموسم الثالث من المسلسل التلفزيوني الدرامي الأمريكي بريزون بريك في الولايات المتحدة في 17 سبتمبر 2007. أنتج بريزون بريك Adelstein-Parouse Productions بالتعاون مع Rat Television و Original Television Movie وتلفزيون فوكس القرن العشرين. احتوى الموسم على 13 حلقة، وخُتم في 18 فبراير 2008. هذا الموسم أقصر من الموسمين السابقين.
يدور بريزون بريك حول أخوين: حُكِم على أحدهما بالإعدام لجريمة لم يرتكبها وشقيقه الأصغر المهندس العبقري الذي أعد خطة للهرب من السجن. هرب الأخوان من السجن في الموسم الأول، وتمت مطاردتهما طوال الموسم الثاني وأعيد اعتقال الأخ الأصغر وأرسل إلى سجنٍ في باناما -إصلاحية سونا الفيدرالية- في نهاية الموسم الثاني. يدور الموسم الثالث حول خطة مايكل للهرب من سونا مع عدة سجناء آخرين.
في هذا الموسم ألغيت ثلاث شخصيات من بطولة الموسم، بينما رُقيت إحدى الشخصيات وأضيف ثلاثة شخصيات جديدة إلى البطولة. تم التصوير في دالاس في ولاية تكساس.

## الإنتاج

### الممثلون
ركز الموسم الثالث على عشرة شخصيات ليصبحوا أبطالًا للموسم، بدلا من تسعة في الموسم السابق. كان ستة منهم أبطالًا في الموسم الثاني: وينتورث ميلر بدور مايكل سكوفيلد وهو شقيق لينكون الذي يخطط للهرب من سونا؛ ودومينيك بورسيل الذي لعب لينكون بوروز شقيق مايكل الذي يحاول مساعدة مايكل في الهرب من الخارج؛ وويليام فيشتنر الذي لعب دور ألكساندر ماهون عميل المباحث الفيدرالية والشركة السابق الذي انتهى به المطاف مُعتقلا في سونا؛ وروبرت نبر (تي-باغ) وأموري نولاسكو (فرناندو سوكري) الذيْن يلعبان دور اثنين من ثمانية نهر فوكس. أعيد ويد وليامز لبطولة الموسم ولعب دور براد بيليك حارس السجن السابق الذي انتهى به المطاف في سونا. لم يتكرر ظهور سارا تانكريدي وسي-نوت وبول كيليرمان في الموسم الثالث -وقد كانوا أبطالًا في الموسم الثاني-، ولذلك ألغوا من بطولة هذا الموسم.

### التصوير
بعكس كثير من البرامج التلفزيونية الأخرى، لم يصوّر بريزون بريك في هوليوود. صُوّر أول موسم في شيكاغو في ولاية إلينوي وحولها. في الموسم الثاني، انتقل التصوير إلى دالاس في ولاية تكساس. استمر تصوير الموسم الثالث في دالاس، لكن تكلفة الإنتاج ارتفعت إلى 3 ملايين دولار لكل حلقة. صوّرت عدة مشاهد من المفاوضات بين لينكون وغريتشن في مدينة باناما.

## الإصدار

### إصدارات ديفيدي وبلوراي
أُصدر الموسم تحت اسم بريزون بريك — الموسم الثالث (بالإنجليزية: Prison Break — Season Three) للشاشات العريضة في مجموعتين تتكونان من أربع أقراص ديفيدي وبلوراي في المنطقة 1 في الولايات المتحدة في 12 أغسطس 2008. بالإضافة إلى الثلاثة عشر حلقة التي بُثّت، تضمنت المجموعة تعليقات على الحلقات ومشاهد خلف الكواليس.

## الحلقات
| # | #  | العنوان              | أخرجها          | كتبها                          | بُثّت في         | رمز الإنتاج |
| --- | -- | -------------------- | --------------- | ------------------------------ | -------------- | ----------- |
| 45 | 1  | «التأقلم»            | كيفين هوكس      | بول شويرينغ                    | 17 سبتمبر 2007 | 3AKJ01      |
| يُعتقل مايكل وتي-باغ وماهون وبيليك في إصلاحية سونا الفيدرالية في باناما. يضطر مايكل لخوض قتال مع سجين آخر. فيهزمه رافضًا قتله. ينقذ ماهون مايكل بعد أن قتل السجين الذي حاول طعن مايكل بسكين مُخالفا لقوانين القتال. أصبح بيليك من أضعف السجناء وأدناهم، فصادق سجينًا ضعيفًا آخرًا قُتل فيما بعد أثناء محاولته الهرب من النافذة. في هذا الأثناء وخارج السجن، تطلب الشركة من مايكل تهريب سجين آخر يدعى جيمس ويسلر. يرفض في البداية فعل ذلك، لكن اخبره لينكون فيما بعد أن الشركة تحتجز إل جي وسارا لتجبره على التعاون. |    |                      |                 |                                |                |             |
| 46 | 2  | «نار/ماء»            | بوبي روث        | Matt Olmstead                  | 24 سبتمبر 2007 | 3AKJ02      |
| لا يستطيع مايكل إيجاد ويسلر في البداية، لأنه متخفٍ عن بقية السجناء لأن من يجده يكافئ بإخراجه من السجن، غير أن بيليك يعرف مكانه. في هذه الأثناء، تسببت مشادة بضياغ مخزون سونا من المياه، فيدأ السجناء شغبًا، ويلجأ تي-باغ إلى ليشيرو. يشتري سوكري مسدسًا ويجبر بيليك على إخباره عن موقع ماريكروز، فيخبره أنها عادت إلى الولايات المتحدة. يكتشف لاحقا أنه لن يستطيع رؤيتها. يعرض عليه لينكون وظيفة سونا لمساعدة مايكل في تهريب ويسلر من السجن، لكنه يعتذر. يتمكن ماهون من إيجاد مكان ويسلر فيعزم على تسليمه. إلا أن مايكل استطاع إرجاع الماء إلى سونا، وطلب ترك ويسلر وشأنه كمقابل.                                              |    |                      |                 |                                |                |             |
| 47 | 3  | «انتظار المكالمة»    | Milan Cheylov   | Zack Estrin                    | 1 أكتوبر 2007  | 3AKJ03      |
| بعد أن اعترف مايكل أنه لا يملك أي خطة لإخراج ويسلر من السجن طلب من لينكون إيجاد إل جي وسارا. يبتز مايكل تي-باغ ليحصل على هاتف ليشيرو، وعبره استطاع مايكل الحديث إلى سارا بعد أن وافقت الشركة، فأعطته عبارات متقطعة تدل على ماكنها، فتمكن لينكون من فكها وإيجاد مكانه ابنه وسارا. لكن عملاء الشركة يهربون ومعهم الرهائن قبل أن يتمكن لينكون من إنقاذهم. يخبر ويسلر مايكل أن الشركة تريد إخراجه من السجن ليقودهم إلى مكان أحد الأشخاص. استطاع بيليك الترفع من منزلته، ولم يعد سجينا وضيعا. تتصل سوزان بلينكون فتخبره أن يأخذ صندوقًا وُضع في المرآب لكي لا يحاول إنقاذ سارا وإل جي مرة أخرى.                                    |    |                      |                 |                                |                |             |
| 48 | 4  | «السياج المنيع»      | Michael Switzer | Nick Santora                   | 8 أكتوبر 2007  | 3AKJ04      |
| يجد لينكون رأسًا مقطوعا وموضوعا في صندوق فيظنه رأس سارا ويخفي ذلك عن مايكل. تراود ماهون وساوس من هايور عن أن مايكل سوف يخونه. يصبح تي-باغ عضوا في مجموعة ليشيرو بعد أن قتل تاجر المخدرات في سونا نيفيس. يطفئ مايكل كهرباء السجن، ويقنع ليشيرو بأن يترك له فرصة ليصلحها في "الأرض المحظورة". أعاد تشغيل الكهرباء فيما بعد أثناء قيامه بالمهمة. يحاول بيليك معرفة خطة مايكل للهرب. يحاول لينكون وصوفيا -حبيبة ويسلر- رشو حفار القبور ليعمل معهم، لكن سوزان تقتله بعد أن اكتشفت أنه ليس جديرا بالثقة. استطاع سوكري أن يحل محله، واستخدم مركبًا كيميائيًا ليذيب السياج المكهرب حول السجن كجزء من خطة مايكل للهرب.                  |    |                      |                 |                                |                |             |
| 49 | 5  | «العقبة»             | Karen Gaviola   | Karyn Usher                    | 22 أكتوبر 2007 | 3AKJ05      |
| بعد أن بقي يوم واحد فقط على الموعد النهائي، عزم مايكل على الهرب في النهار، لأن الهرب في الليل مستحيل. يكتم لينكون ذلك عن سوزان، ليتمكن فريق الهرب من إنقاذ إل جي. في هذه الأثناء، يدخل سجينٌ جديدٌ إلى سونا فيدعي أنه سبق وأن رأى ويسلر فيُغضبه ويزيد شكوك مايكل. يتحد لينكون مع صوفيا. يعمل مايكل على تشتيت انتباه حراس الأبراج ليضمن الهرب، لكنه يتورط بعد أن رآه أحد الحراس وهو يراقبه بمنظار، فاُغلقت زنزانته التي تحتوي أدواتٍ هامةً لخطة الهرب. يدفع أحد أقرباء ليشيرو لسوكري لتهريب بعض الأغراض إلى سونا. |    |                      |                 |                                |                |             |
| 50 | 6  | «واكتملت الصورة»     | كيفين هوكس      | سيث هوفمان ‏                    | 5 نوفمبر 2007  | 3AKJ06      |
| يقابل سولينز ولانغ ماهون، ويعرضان عليه صفقة للخروج من سونا، فيقبها. يُعثر على السجين الجديد مقتولًا في سونا، فيُتهم ويسلر بذلك. لكن في النهاية يقتل ليشيرو أحد رجاله بدلا عنه. كان لينكون يخطط لوضع مخدر في كوب قهوة أحد الحراس، فأخبر غريتشن خطأً أنهم سيهربون صباحا (بعد أن عزموا على إخفاء موعد الهرب عن الشركة ليؤمنوا المقايضة). يهدد مايكل بأنه سيلغي خطة الهرب إذا لم يستلم دليلا يثبت أن سارا ما زالت حية، لكنه صُدم عندما اعترف له لينكون بأن سارا قتلت، وكانتقام، يعلن مايكل أنه سيقاتل ويسلر في الحلبة. |    |                      |                 |                                |                |             |
| 51 | 7  | «الموت»              | Vincent Misiano | Zack Estrin وKalinda Vazquez   | 5 نوفمبر 2007  | 3AKJ07      |
| استغل مايكل التجمع لمشاهدة قتال الحلبة كفرصة للهرب. لكن الخطة تعرقلت عندما حجبت سحابة ضوء الشمس، الذي كان مايكل يستغله لتخطي نظر الحارس. اضطر مايكل وويسلر للقتال، واواجها قرارًا صعبة إذ على أحدهما أن يقتل الآخر. لكن وقبل أن ينتهي القتال، اقتحم الحراس سونا ووجدوا منظارًا في زنزانة مايكل، فقتلوا أحد السجناء الذي كانت تلك الزنزانة له معتقدين أنه يحاول الهرب. يكتشف ليشيرو أن مايكل يخطط للهرب، فيجبره على أن يشترك معه، لأنه بدأ يشعر أن السجناء خرجوا عن سيطرته. يحاول لينكون مساعدة إل جي مجددا، لكنه يفشل. يكتشف ماهون أن المحاكمته أجلت. يتضح في النهاية أن ويسلر يعمل لحساب سوزان، فتمنح المزيد من الوقت للهرب. |    |                      |                 |                                |                |             |
| 52 | 8  | «انطلقت وفشلت»       | بوبي روث        | Christian Trokey وNick Santora | 12 نوفمبر 2007 | 3AKJ08      |
| يستعد ماهون للشهادة ضد الشركة، لكنه لم يستطيع القيام بذلك لأنه لم يتعاط المخدرات التي اعتاد على تعاطيها خارج السجن، فتلغى عودته إلى الولايات المتحدة. يري ليشيرو مايكل نفقا منهارًا أسفل سونا، فيقرر الفريق استخدامه لخطة الهرب الجديدة. في هذه الأثناء، تتولى الشركة أمر الهرب، فتستهدف لينكون وسوكري. ولحسن الحظ، يتمكن لينكون من النجاة من العملاء. تكتشف صوفيا أن ويسلر كان يذكب عليها. ترسل الشركة طائرة مروحية لإخراج ويسلر من السجن. لكن مايكل يتمكن من منعه من الهرب، وتهاجم نيران حراس السجن المروحية ويأخذ جنرال السجن مايكل إلى زنزانة تعذيب شمسية.                                                               |    |                      |                 |                                |                |             |
| 53 | 9  | «المحبوس»            | كرايغ روس       | Karyn Usher                    | 14 يناير 2008  | 3AKJ09      |
| يُؤخذ مايكل إلى زنزانة شمسية على أمل أن يقر بخطة الهرب، فينهار ويخبر الجنرال عن كل شيء. يتم الكشف عن أن سوزان هي غريتشين مورغان. يذهب الجنرال إلى سوزان فيعذبها على أمل أن تخبره عن مكان إل جي. إلا أنها تدلي له بمعلومات خاطئة، وتقوده إلى مستودع وتقتله فيه. يضطر بيليك لمنازلة أحد السجناء، فيتمكن من قتله مستخدما الأسيتون ليفقد السجين تركيزه. يعود ماهون إلى سونا ليكتشف إقصاءه. يحصل سوكري على مزيد من المال بالتظاهر بالعمل لصالح الشركة ضد لينكون. يصل إلى سامي -مساعد ليشيرو الأيمن- مسدس ليقتل به ليشيرو ويحل محله.                                                                                               |    |                      |                 |                                |                |             |
| 54 | 10 | «ومات مدفونا»        | Michael Switzer | Matt Olmstead وسيث هوفمان ‏     | 21 يناير 2008  | 3AKJ10      |
| أصبح تي-باغ وبيليك الآن جزءًا من خطة الهرب، ولكي يردع تي-باغ سامي أراد تي-باغ من بيليك أن يقتل سامي مُستخدمًا نفس خطته السابقة بالأسيتون. اشترى لينكون قنبلة ليفجر بها غريتشن. ووضع سامي مكافأة مقابل رأس مايكل، لكنه اكتشف أنه يخطط للهرب بعد أن وشى به أحد السجناء. لحسن الحظ، تمكن مايكل من خداع سامي، فانهار جزءٌ من النفق عليه ومات. استعاد ليشيرو قوته في السجن من جديد. وأخبر لينكون مايكل أن صوفيا وجدت مسلتزماتٍ تثير الشك لويسلر. |    |                      |                 |                                |                |             |
| 55 | 11 | «في الأسفل وبالخارج» | غريغ يايتانيس   | Zack Estrin                    | 4 فبراير 2008  | 3AKJ11      |
| تحتجز غريتشن صوفيا لكي تجبر ويسلر على أن يعطي الشركة ما تريد. تسببت الأمطار الغزيرة في تقديم موعد الهرب خوفا من أن ينهار النفق، فقرر مايكل أن يتم الهرب في تلك الليلة من سونا. انضم ماكجرادي إلى خطة الهرب، وتحالف تي-باغ وليشيرو وحاول بيليك أن يقيم تحالفًا مع ماهون. ساعد لينكون وسوكري الفريق في إطفاء أنوار سونا. لكن سوكري واجه متاعبًا غير متوقعة متعلقة باسمه الحركي، مما أدى إلى احتجازه في غرفة التحقيق للاستجواب. ومع توفر 30 ثانية من الوقت بين انقطاع الكهرباء وعمل المولدات البديلة، خيّر ليشيرو وبيليك وتي-باغ مايكل بين أن يدعهم يفرون أولا أو أن يقنلوا ويسلر.                                                |    |                      |                 |                                |                |             |
| 56 | 12 | «مهما حدث»           | نيلسون ماكورميك | Nick Santora                   | 11 فبراير 2008 | 3AKJ12      |
| حاول ليشيرو وبيليك وتي-باغ الفرار، لكن المولدات عملت في وقت أقصر مما ظنوا، فألقي القبض على الثلاثة، وأطلق الحارس النار على ليشيرو بعد أن حاول الفرار، إلا أنه لم يمت. اتضح أن هذه كانت فرصة مايكل ووسيلر وماهون وماكجرادي للهرب. لكن ويسلر أضاع كتابه عن الطيور هناك. تمكن الفريق من الهرب من السلطات عبر الغوص في البحر وتمكنوا بعدئذ من العودة إلى الساحل، لكن الشركة بدأت في تعقبهم. يتفق مايكل ولينكون على خطة جديدة للمبادلة، إلا أن ويسلر يفر منهما على حين غرّة. |    |                      |                 |                                |                |             |
| 57 | 13 | «فن الاتفاق»         | بوبي روث        | Matt Olmstead وسيث هوفمان ‏     | 18 فبراير 2008 | 3AKJ13      |
| تمكن مايكل ولينكون من إلقاء القبض على ويسلر بسرعة ليتمكنا من مقايضته بإل جي وصوفيا وهما على قيد الحياة. خطّط مايكل لأن تتم المقايضة في متحف يمنع دخول الأسلحة إليه. وتنبأ بأن عملاء الشركة سيكونون لهم بالمرصاد حال خروجهم، وبمجرد خروجهم من المتحف، تعرضت صوفيا لإطلاق النار من عملاء الشركة. التقى ماكجرادي بعائلته في كولومبيا. بعد أن تمكن الحراس من كشف هوية سوكري الحقيقية وفشلوا في الحصول على أي معلومات تتعلق بمايكل، تم حبسه في سونا، وفيه تمكن تي-باغ من السيطرة على السجن بعد أن قتل ليشيرو. قرر ماهون الانضمام إلى الشركة. وتعافت صوفيا من إصابتها. وترك مايكل أخاه لكي يلحق غريتشن ويقتلها ثأرًا لسارا.         |    |                      |                 |                                |                |             |